# Радио внутри
«Радио внутри» — американский кинофильм.

## Сюжет
У Мэтью умерли родители, когда он окончил колледж. Он решает переехать к своему старшему брату Майклу. Но жизнь в доме брата ужасна. Внезапная любовь к девушке Майкла — Натали доводит его до сумасшествия. Сомнения и мысли о любимой разрывают его мозг. Но всё ещё впереди — влюблённые соединяются в объятиях. Эти минуты счастья подталкивают его к суициду. Измученный переживаниями, он решается рассказать брату о его чувствах к Натали.

## В ролях
- Уильям МакНамара — Мэтью
- Элизабет Шу — Натали
- Дилан Уолш — Майкл
- Ильзе Эрл — Миссис Пиккало
- Джонатан Гров — Леонард